# Marco Tebaldi
Marco Antônio Tebaldi (Erechim, 31 de janeiro de 1958 – Joinville, 13 de outubro de 2019) foi um engenheiro e político brasileiro, filiado ao Partido da Social Democracia Brasileira (PSDB).
Foi prefeito de Joinville, a maior cidade de Santa Catarina, e deputado federal pelo PSDB de Santa Catarina.

## Biografia
Formado em Engenharia Sanitária e Ambiental pela Universidade Federal de Santa Catarina (UFSC) em 1984, foi professor universitário substituto na UFSC, em Hidrologia, nos cursos de Engenharia Civil e Sanitária e Ambiental do Núcleo de Bacias Hidrográficas. Sua formação acadêmica também contempla uma pós-graduação em Hidrologia na Universidade de São Paulo (USP).
Em 1986, passou no concurso público da Prefeitura Municipal de Joinville e mudou-se para cidade para coordenar o Projeto Mangue, da Prefeitura, à frente do qual esteve por 10 anos. O projeto tinha como objetivo inibir novas invasões e urbanizar áreas ocupadas. Foi premiado pela abrangência de seu impacto em uma das áreas mais desfavorecidas de Joinville.
Foi presidente do Conselho do Hospital Municipal São José, o maior de Joinville, entre 2001 e 2002.
Faleceu aos 61 anos de um câncer no pâncreas no Hospital Unimed em Joinville, ele lutava há dois anos contra a doença.

## Carreira política
Foi vereador de Joinville, com a segunda maior votação, entre 1992 a 1996. A convite do prefeito de Joinville Wittich Freitag, criou a Secretaria da Habitação para prosseguir o trabalho iniciado como engenheiro sanitarista da Prefeitura de Joinville, de conter as invasões e urbanizar áreas ocupadas (Projeto Mangue)
Em 2000, foi eleito vice-prefeito de Joinville, junto com Luiz Henrique da Silveira, no primeiro turno. Ao assumir o cargo de vice-prefeito, junto ao prefeito, criou a AMAE - Agência Municipal de Águas e Esgotos, que elaborou todo o acervo administrativo e jurídico para fazer a municipalização da água. Também presidiu o Conselho Administrativo do Hospital Municipal São José e a Defesa Civil.
Assumiu a prefeitura de Joinville em 2002, quando Luiz Henrique da Silveira renunciou para candidatar-se ao governo de Santa Catarina.
Marco Tebaldi foi reeleito em 2004 com a maior votação de primeiro turno do estado de Santa Catarina, com 132.687 votos.
Após deixar a prefeitura, foi eleito deputado federal pelo PSDB.
Licenciou-se do mandato de deputado federal para assumir o cargo de secretário de Educação do Estado de Santa Catarina, a partir de 2 de março de 2011. Reassumiu o cargo de deputado federal em Brasília em 1 de março de 2012. 
Em 2014 foi condenado por desvio de dinheiro público, mas como o crime já havia prescrito, não foi preso.

## Mandatos
- Vereador em Joinville de 1993 a 1996, eleito pelo Partido da Frente Liberal (PFL)
- Vice-prefeito de  Joinville de 2001 a 2002, eleito pelo PSDB
- Prefeito de Joinville de 2002 a 2004, eleito pelo PSDB
- Prefeito de Joinville de 2005 a 2008, eleito pelo PSDB[6]